# Massa sospesa
La massa sospesa di un mezzo da corsa o da trasporto è quell'insieme di elementi che subiscono o dovrebbero subire una variazione della loro distanza dal suolo.

## Caratteristiche
La massa sospesa è deleteria per le accelerazioni, ma in rapporto alle masse non sospese permette di avere un maggiore o minore comfort, senza andare a ledere la risposta delle sospensioni, infatti maggiore è il rapporto tra masse sospese e masse non sospese e minore sarà la vibrazione trasferita al telaio per l'estensione o compressione della sospensione.

## Composizione
La massa sospesa nei mezzi più comuni viene definita da:
- Telaio, elemento o elementi necessario per la definizione nel mezzo e il sostegno delle altre strutture
- Motore e serbatoio, utile per la trazione del mezzo
- Trasmissione, necessario per trasferire la potenza alle ruote
- Carrozzeria/Carenatura, elemento/i in buona vista utile per proteggere il telaio e il conducente.

## Distribuzione del peso
Le masse sospese sono importanti anche per definire la distribuzione delle stesse e il comportamento del mezzo.